# ساهد (اسم)
ساهد هو اسم علم مذكر من أصل عربي، ومعناه هو الأرق الذي لا يأتيه النوم، أو الذي قل نومه عشقًا من السهاد وهو الأرق مؤنثه ساهدة.

## وصلات خارجية
- موسوعة السلطان قابوس لأسماء العرب نسخة محفوظة 5 أبريل 2019 على موقع واي باك مشين.